# Salle de garde
Ne doit pas être confondu avec Salle des Gardes.
 (juin 2008).

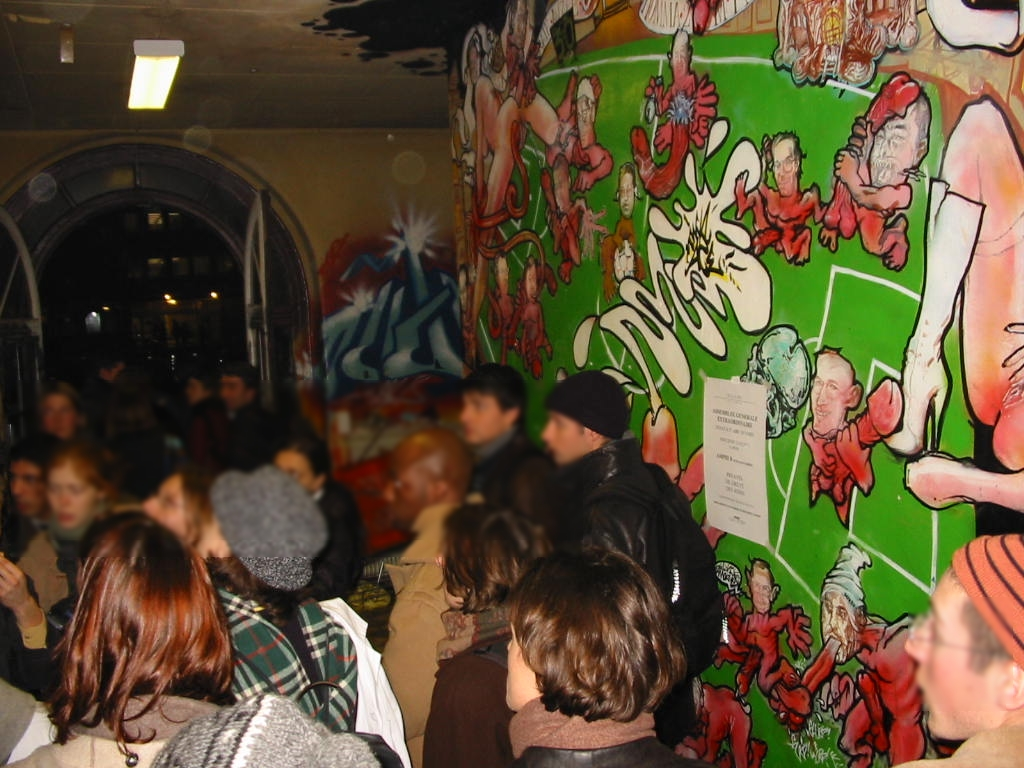
Entrée de la salle de garde de l'Hôpital de la Salpêtrière, Paris. Décembre 2001.

En France, une salle de garde est un lieu clos situé dans un centre hospitalier et où se réunissent des personnes assurant le service de garde, d'où leur nom. Cependant, ce sont surtout les internes et leurs invités qui fréquentent ces salles dédiées aux repas, au repos et à la détente. Au sens figuré, la salle de garde désigne l'état d'esprit et les rituels qui règnent dans ce lieu.

## Histoire
La salle de garde apparaît à partir du XIe siècle dans les Hôtels-Dieu ou maisons de charité dans lesquelles se distingue progressivement la corporation des barbiers chirurgiens qui prennent peu à peu la direction de l'hôpital. À la différence des clercs puis des médecins qui ne font que passer à l'hôpital, ces barbiers chirurgiens y vivent et doivent souvent y dormir ou se restaurer sur place, aussi met-on à leur disposition chambres, réfectoire et cuisine : les salles de garde. Avec la création de l'internat de médecine au début du XIXe siècle, la vie en internat hérite de ces salles de garde. La salle de garde tire également son origine des coutumes des confréries et compagnonnages ouvriers (tailleurs de pierre, charpentiers, etc.) ainsi que des rituels de table de la franc-maçonnerie spéculative.

## L'internat
L'internat est l'endroit où vivent les internes de l'hôpital. Actuellement, les internes habitent moins souvent sur le site de l'hôpital, mais un bâtiment est réservé à cet usage (le terme interne désigne théoriquement un  « médecin/pharmacien qui vit à l'hôpital »). En France, les internes sont recrutés depuis 1802 par concours national (l'internat de médecine, aujourd'hui remplacé par l'examen national classant (ECN) ou de pharmacie) et sont affectés selon leur classement à un CHU.
La salle de garde est l'endroit où se restaurent les internes et leurs invités, fossiles (chefs de clinique et praticiens hospitaliers), dinosaures (chefs de services et praticiens hospitaliers-professeurs des universités) ou externes. 
Cette salle est généralement très animée, et décorée de fresques souvent (mais pas nécessairement) grivoises caricaturant les membres de la salle de garde et/ou leurs chefs de service.
La salle de garde est gérée par l'équipe de l’économat constituée par un économe secondé par un ou des sous-économes et économinettes, élus en début de semestre (les internes changent tous les six mois de service et parfois d'hôpital). Cette équipe peut être renversée à n'importe quel moment par les convives.
Si l'internat date de 1802, certaines traditions carabines remontent à la création de la faculté de Montpellier au XIe siècle.

## Les règles de salle de garde
L'expérience montrant que les médecins déjeunant au self se regroupent par service et ne discutent que de médecine, un règlement a été créé pour donner un ton convivial en salle de garde. Tout contrevenant à ce règlement est susceptible d'être puni d'une « taxe » (gage tel qu'une humiliation ou le fait de devoir pousser une chanson, taxe en alcool), choisie par l'économe ou par la roue.
Les convives s'installent par ordre d'arrivée en quinconce (les tables sont disposées en U en partant de la table économale). Aucune place ne doit être laissée vacante. Ceci permet d'éviter que les convives ne se placent par service ou affinités, ce qui permet à tous de se connaître au sein de l'hôpital bien que les internes changent d'affectation tous les six mois (les salles de garde améliorent considérablement le fonctionnement inter-service des hôpitaux passé une certaine taille).
Les nouveaux arrivants saluent tous les convives par une tape sur le dos avant de s'installer. Ils rendent hommage de manière déférente à l'économe et à son ou ses économinette(s).
Il est interdit de se lever sans l'autorisation de l'économe.
Il est interdit de fumer avant que le café soit sur la table.
Les termes médicaux, ainsi que les conversations religieuses et politiques sont proscrits, et donc taxables. Si un convive surprend un mot interdit, il est vivement encouragé à le dénoncer à l'économe. Il le fera en faisant mine de ne pas le comprendre. Si doute il y a sur le caractère scientifique ou médical du mot, l'économe fait venir le cuisinier et lui demande s'il en connaît la signification. S'il la connaît, il s'agira d'une fausse dénonciation qui est taxable.
Seule l'équipe de l’économat peut s'adresser directement aux cuisines.
L'usage du tire-bouchon est interdit en salle de garde : toutes les bouteilles sont sabrées avec un couteau de table.
De même, il n'y a pas de serviette (on s'essuie dans la nappe).
Les applaudissements sont prohibés : un bon mot, un acte de panache sont récompensés par une battue.
Les effets de ce règlement et les pouvoirs de l'économe cessent quand le café arrive sur la table. C'est à ce moment que nombre de demandes d'examens ou d'avis spécialisés sont négociées, accélérant souvent les rendez-vous de plusieurs jours et améliorant le fonctionnement de l'hôpital.
Les externes et invités ne sont pas taxables (c'est l'interne qui les couvre qui est taxé à leur place le cas échéant).

### Les battues
Un bon mot, un acte de panache sont célébrés en battant un rythme sur la table. Les plus anciennes sont la Royale, la Centrale (qui ne se bat qu'à l'Hôtel-Dieu) et la Périphérique. En 1802, il n'y avait qu'un interne de garde sur Paris et il se rendait au domicile des patients appelé par un rythme battu par un tambour. Le rythme permettait de connaître la distance : la Centrale pour l'île de la Cité, la Royale (car à la même distance que la Place Royale) pour Paris intra muros (mur des Fermiers généraux), la Périphérique pour les faubourgs.
Les battues classiques sont : la Vaginale, l'Anale, la Zob (toutes trois sur le rythme de la Périphérique), la Boléro (crescendo sur le rythme du Boléro de Ravel, la Religieuse, la Merdique (en laissant tomber le couteau dans son assiette).
Toute battue originale et inventée sur l'instant pour s'adapter aux circonstances et à l'acte célébré est bienvenue.
On citera par exemple : la Mongolienne, l'Anarchique, la Ronaldo (qui ne se bat qu'à la Pitié-Salpêtrière avec le genou sur la table sur l'air de 1 et 2 et 3-0), la Khroutchévienne (qui se bat chaussure à la main et qui se termine par un jet généralisé de chaussures).

## L'esprit de salle de garde
Les salles de garde sont un espace de liberté et de créativité où la pétulance et les audaces des récréations d'internes, dans leur remuante camaraderie, peuvent surprendre. Hormis les infractions au règlement tout y est permis. Les internes peuvent s'y moquer de leur chef de service en toute impunité car comme lors d'un carnaval, l'ordre du monde y est inversé. Les chansons paillardes sont régulièrement à l'honneur.
Des fresques murales sexistes sont le témoignage d'une pratique sexiste et anachronique de la médecine .

## Un patrimoine menacé
La présence d'un espace non contrôlé n'est pas forcément bien vue par les directions des hôpitaux qui n'en comprennent pas l'aspect culturel (l'aspect patrimonial est pourtant reconnu par l’Assistance publique - hôpitaux de Paris qui y a consacré une exposition lors du bicentenaire de l'internat en 2002), qui ne voient pas l'intérêt que les salles de garde permettent aux internes (qui sont la cheville ouvrière de l'hôpital) de se connaître alors qu'ils changent d'affectation tous les 6 mois et qui considèrent qu'elles n'améliorent pas le fonctionnement des hôpitaux. Les administrations hospitalières craignent que ces lieux de convivialité et de complicité deviennent le ferment des revendications et des révoltes.
La tendance est à la disparition des salles de garde. L'administration n'entretient pas les cuisines puis les ferme pour transférer leur activité en cuisine centrale : Kremlin-Bicêtre, Pitié-Salpêtrière, Évry… On fournit alors à la salle de garde une alimentation d'une qualité inférieure ce qui oblige les internes à manger au self commun. Elle supprime parfois les internats avec ses chambres. L'administration peut profiter du changement de semestre pour fermer la salle de garde en prétextant un besoin d'espace pour étendre d'autres services.

## Dans la fiction
On voit des repas et le tirage au sort d'une taxe dans le film Hippocrate et dans les premier, deuxième et troisième épisodes de la série télévisée du même nom.